# Tença
Tença (en francès Tence) és un municipi francès situat al departament de l'Alt Loira i a la regió d'Alvèrnia-Roine-Alps. L'any 2007 tenia 3.272 habitants.

## Demografia

### Població
El 2007 la població de fet de Tence era de 3.272 persones. Hi havia 1.332 famílies de les quals 437 eren unipersonals (233 homes vivint sols i 204 dones vivint soles), 366 parelles sense fills, 436 parelles amb fills i 93 famílies monoparentals amb fills.
La població ha evolucionat segons el següent gràfic:
Habitants censats

### Habitatges
El 2007 hi havia 2.107 habitatges, 1.346 eren l'habitatge principal de la família, 541 eren segones residències i 219 estaven desocupats. 1.615 eren cases i 488 eren apartaments. Dels 1.346 habitatges principals, 872 estaven ocupats pels seus propietaris, 429 estaven llogats i ocupats pels llogaters i 45 estaven cedits a títol gratuït; 16 tenien una cambra, 137 en tenien dues, 278 en tenien tres, 372 en tenien quatre i 543 en tenien cinc o més. 789 habitatges disposaven pel capbaix d'una plaça de pàrquing. A 632 habitatges hi havia un automòbil i a 496 n'hi havia dos o més.

### Piràmide de població
La piràmide de població per edats i sexe el 2009 era:
| Homes | Edats   | Dones |
| ----- | ------- | ----- |
| 0     | 95 o +  | 16    |
| 4     | 90 a 94 | 16    |
| 20    | 85 a 89 | 36    |
| 44    | 80 a 84 | 68    |
| 52    | 75 a 79 | 56    |
| 76    | 70 a 74 | 104   |
| 92    | 65 a 69 | 96    |
| 60    | 60 a 64 | 60    |
| 52    | 55 a 59 | 40    |
| 124   | 50 a 54 | 80    |
| 68    | 45 a 49 | 60    |
| 120   | 40 a 44 | 84    |
| 132   | 35 a 39 | 100   |
| 112   | 30 a 34 | 120   |
| 100   | 25 a 29 | 84    |
| 48    | 20 a 24 | 76    |
| 56    | 15 a 19 | 92    |
| 88    | 10 a 14 | 80    |
| 104   | 5 a 9   | 96    |
| 72    | 0 a 4   | 72    |

## Economia
El 2007 la població en edat de treballar era de 1.936 persones, 1.363 eren actives i 573 eren inactives. De les 1.363 persones actives 1.247 estaven ocupades (741 homes i 506 dones) i 116 estaven aturades (40 homes i 76 dones). De les 573 persones inactives 192 estaven jubilades, 150 estaven estudiant i 231 estaven classificades com a «altres inactius».

### Ingressos
El 2009 a Tence hi havia 1.323 unitats fiscals que integraven 3.157,5 persones, la mediana anual d'ingressos fiscals per persona era de 14.783 €.

### Activitats econòmiques
Dels 218 establiments que hi havia el 2007, 5 eren d'empreses extractives, 6 d'empreses alimentàries, 2 d'empreses de fabricació d'elements pel transport, 23 d'empreses de fabricació d'altres productes industrials, 38 d'empreses de construcció, 56 d'empreses de comerç i reparació d'automòbils, 8 d'empreses de transport, 20 d'empreses d'hostatgeria i restauració, 1 d'una empresa d'informació i comunicació, 8 d'empreses financeres, 8 d'empreses immobiliàries, 14 d'empreses de serveis, 20 d'entitats de l'administració pública i 9 d'empreses classificades com a «altres activitats de serveis».
Dels 68 establiments de servei als particulars que hi havia el 2009, 1 era una oficina d'administració d'Hisenda pública, 1 gendarmeria, 1 oficina de correu, 3 oficines bancàries, 8 tallers de reparació d'automòbils i de material agrícola, 1 taller d'inspecció tècnica de vehicles, 6 paletes, 7 guixaires pintors, 10 fusteries, 5 lampisteries, 2 electricistes, 5 perruqueries, 1 veterinari, 10 restaurants, 4 agències immobiliàries i 3 salons de bellesa.
Dels 21 establiments comercials que hi havia el 2009, 1 era un supermercat, 2 botiges de menys de 120 m², 3 fleques, 4 carnisseries, 3 llibreries, 2 botigues de roba, 1 una sabateria, 1 una botiga d'electrodomèstics, 2 botigues de mobles, 1 un drogueria i 1 una floristeria.
L'any 2000 a Tence hi havia 86 explotacions agrícoles que ocupaven un total de 1.890 hectàrees.

## Equipaments sanitaris i escolars
El 2009 hi havia 1 farmàcia i 1 ambulància.
El 2009 hi havia 2 escoles elementals. Tence disposava de 2 col·legis d'educació secundària amb 326 alumnes.

## Poblacions més properes
El següent diagrama mostra les poblacions més properes.

## Agermanaments
- Garrucha